# Artur Filipe Bernardes Moreira
Artur, właśc. Artur Filipe Bernardes Moreira (ur. 18 lutego 1984 w Cacia, w regionie Aveiro) – portugalski piłkarz występujący na pozycji pomocnika.

## Kariera piłkarska

### Kariera klubowa
Wychowanek klubu SC Beira-Mar, w barwach którego w 2004 rozpoczął karierę piłkarską. Na początku 2007 został wypożyczony do A.A. Avanca. 14 czerwca 2012 podpisał 3-letni kontrakt z Czornomorcem Odessa. Na początku stycznia 2013 został wypożyczony na pół roku do CS Marítimo. 1 sierpnia 2014 przeszedł do FC Arouca.